# پرچم سنت کیتس و نویس
پرچم سنت کیتس و نویس در ۱۹ سپتامبر ۱۹۸۳ پذیرفته شد.